# Варнава (Волатковський)
Архієпископ Варнава (Василь Васильович Волатковський чи Волостковський; (1660 (або 1672), Волостків, Річ Посполита — 8 жовтня 1730, Холмогори) — український релігійний діяч доби Гетьманщини. Єпископ Російської православної церкви (синодальної), архієпископ Холмогорський та Важеський РПЦ. Християнський проповідник у фіно-угорських країнах півночі Європи. Родом з Галичини.

## Життєпис
Народився в сім’ї капітана польської королівської служби у галицькому селі Волостків. У юності емігрував на Гетьманщину, де навчався у Києво-Могилянській академії. Після закінчення прийняв постриг, був залишений в академії вчителем. 
1705 р. — емігрував до Московії. У сані ієромонаха був проповідником Заіконоспаського монастиря, також займав посаду вчителя та проповідника у Московській слов’яно-греко-латинській академії. 
24 серпня 1712 р. — хіротонія в єпископа Холмогорського та Важеського РПЦ із зведенням в сан архієпископа. 
На щляху до центру віддаленої північної єпархії затримався на річці Сухона, де три тижні перебував у Агапітовому Маркушевському Нікопольському монастирі, склав «Історію коротко» (рукопис для зберігання залишений в обителі). До Холмогорів прибув 21 листопада того ж року. 
6 грудня 1712 р. — дав грамоту на облаштування головного престолу на честь Покрови Пресвятої Богородиці у нижньому храмі Михайло-Архангельського монастиря. 
1714 р. — заснував школу при Корельському Нікольському монастирі, де вперше навчалися діти карелів. 
Багато разів звертався до своєї пастви із посланнями. Їх особливість - поєднання  вимогливості з терпимістю, принциповості із поблажливістю до людських слабкостей. Він написав про необхідність неухильного дотримання церковного благочестя і, в той же час, рекомендував не вимагати від пересічної людини зайвих подвигів, щоби «не довести до думки, що неможливо йому достойно підготуватися до причастя». Особливо велике значення єпископ Варнава надавав покаянню: «для каяття завжди час є, і рано, чи пізно, вдень чи вночі, і за нужду — ївши та пивши — і ніколи не зачиняються двері святого покаяння і звернення грішника до Бога».
Помер 8 жовтня 1730 р. Похований в Холмогорському Преображенському соборі. 